# Hàn Lan Anh
Hàn Lan Anh (chữ Hán: 韓蘭英), không rõ năm sinh năm mất, là một nữ quan trứ danh của Lưu Tống và Nam Tề, suốt thời kỳ Nam Bắc triều trong lịch sử Trung Quốc.

## Tiểu sử
Hàn thị người Ngô quận (吴郡; nay là Giang Tô, Chiết Giang), không rõ gia thế. Đương thời bà nổi tiếng văn tài, dâng "Trung Hưng phú" (中興賦) lên Tống Hiếu Vũ Đế, được Hiếu Vũ Đế tán thưởng và truyền nhập cung.
Khi Hiếu Vũ Đế mất, Tiền Phế Đế kế vị, trong thời gian Tấn An vương Lưu Tử Huân tranh đoạt hoàng vị đến khi Lưu Tống Minh Đế kế vị, Hàn Lan Anh vẫn yên ổn giữ vững chức vị trong cung. Sau đó, Lưu Tống Thuận Đế nhường ngôi cho quyền thần Tiêu Đạo Thành (tức Nam Tề Cao Đế) dẫn đến Nam Tống diệt vong, lập nên Nam Tề.
Mãi đến khi Nam Tề Vũ Đế kế vị, Hàn Lan Anh được ghi nhận tiếp vị Bác sĩ (博士) trong cung, quản giáo hết thảy phi tần và cung nữ khác. Danh tiếng của bà rất cao, được đương thời gọi là Hàn Công (韓公).
Thời gian bà phục vụ trong cung, trải qua cả hai triều đại là 7 vị Đế vương, đều phải hơn 30 năm. Tính từ tuổi thọ tối thiểu của bà để vào cung, thì Hàn Lan Anh hưởng thọ trên dưới 50 tuổi.